# Tours préliminaires à la Coupe du monde de football 1974
Navigation
Éliminatoires 1970 Éliminatoires 1978
Cette page vous présente les différents tours préliminaires à la Coupe du monde 1974. C'est la 9e édition des éliminatoires depuis 1934.
Si la phase finale connaît certains changements : nouvelle appellation (Coupe du monde de la FIFA en français ou Championnat du monde de la FIFA pour les Germanophones: WM pour WeltMeisterschaft), nouveau trophée (la Coupe Jules Rimet a été attribuée définitivement au Brésil en 1970) et nouvelle formule (une phase de groupes au second tour en lieu et place des quarts et demi-finales), la phase éliminatoire reste inchangée, principalement au niveau du nombre de places à attribuer : 14.
99 nations s'inscrivent (y compris les deux qualifiés d'office), mais seulement 90 équipes disputent au moins une rencontre de ces éliminatoires.
Répartition des places qualificatives par zone :
- Zone Europe : 9 places (8 places qualificatives + la RFA, pays organisateur)
- Zone Amérique du Sud : 3 places (2 places qualificatives + le Brésil, champion du monde en titre)
- Barrage Europe/Amérique du Sud : une place
- Zone Afrique : une place
- Zone Asie/Océanie : une place
- Zone Amérique du Nord, centrale et Caraïbes : une place

## Équipes participantes et qualifiées
Ce sont 99 sélections qui s'inscrivent aux éliminatoires de la Coupe du monde 1974, la date limite d'inscription étant le 30 juin 1971. Parmi ces 99 équipes, la RFA et le Brésil sont qualifiés d'office pour la phase finale. Sept équipes se retirent avant le début de la compétition - Venezuela, Jamaïque, Inde, Sri Lanka, Philippines, Madagascar et Gabon - il y a finalement 90 pays qui participent à ces éliminatoires et se disputent 14 places en phase finale. Pour la première fois, une nation de l'Océanie parvient à se qualifier pour la phase finale.
- Participants
- Qualifiés

- Participants
- Qualifiés

- Participants
- Qualifiés

- Participants
- Qualifiés

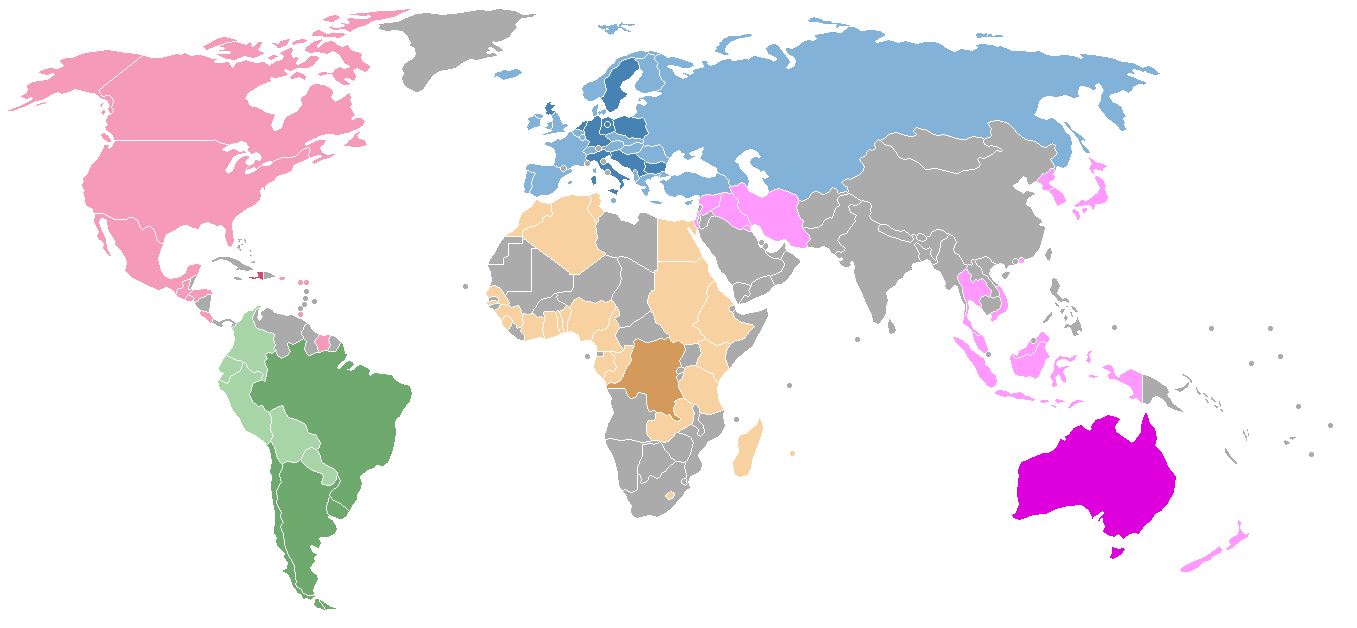
Amérique du Nord :
Participants
Qualifiés
Amérique du Sud :
Participants
Qualifiés
Europe :
Participants
Qualifiés
Afrique :
Participants
Qualifiés
Asie-Océanie :
Participants
Qualifiés

Pays qualifiés :
- Brésil (champion du monde 1970)
- Allemagne de l'Ouest (pays organisateur)
- Allemagne de l'Est
- Pays-Bas
- Italie
- Suède
- Pologne
- Bulgarie
- Yougoslavie
- Écosse
- Argentine
- Uruguay
- Chili
- Haïti
- Zaïre
- Australie

## Zone Europe

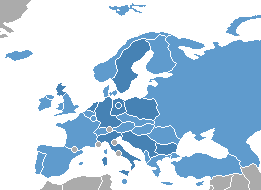
Équipes qualifiées
Équipes participantes

Les trente-deux équipes participant aux éliminatoires de la zone européenne sont réparties en neuf groupes, quatre groupes de trois équipes et cinq groupes de quatre équipes.
Les équipes terminant à la première place des groupes 1 à 8 sont directement qualifiées pour la phase finale de la Coupe du monde en Allemagne de l'Ouest.
L'équipe terminant en tête du groupe 9 se qualifie pour le match de barrage face au vainqueur du groupe 3 de la zone Amérique du Sud, le vainqueur de ce match de barrage obtenant le droit de participer à la Coupe du monde.

### Groupe 1:Suède
Quatre équipes composent le groupe 1 : la Suède, la Hongrie, l'Autriche et Malte, qui dispute là sa première campagne qualificative pour une Coupe du monde. À l'issue de la dernière journée, trois équipes se retrouvent en tête à égalité de points (8). La Hongrie, bien qu'invaincue termine troisième et est éliminée en raison d'une moins bonne différence de buts (+5). Restent la Suède et l'Autriche qui partagent la première place du groupe avec une différence de buts égale (+7). Le nombre de buts marqués ni la différence de buts particulière n'étant pris en compte, un match d'appui est donc nécessaire. C'est la Suède, vainqueur 2-1 à Gelsenkirchen, qui remporte ce match décisif et décroche le ticket pour l'Allemagne.
| Rang | Équipe   | Pts | J | G | N | P | Bp | Bc | Diff |  | Résultats (▼ dom., ► ext.) |     |     |     |     |
| ---- | -------- | --- | - | - | - | - | -- | -- | ---- |  | -------------------------- | --- | --- | --- | --- |
| 1    | Suède    | 8   | 6 | 3 | 2 | 1 | 15 | 8  | +7   |  | Suède                      |     | 3-2 | 0-0 | 7-0 |
| 1    | Autriche | 8   | 6 | 3 | 2 | 1 | 14 | 7  | +7   |  | Autriche                   | 2-0 |     | 2-2 | 4-0 |
| 3    | Hongrie  | 8   | 6 | 2 | 4 | 0 | 12 | 7  | +5   |  | Hongrie                    | 3-3 | 2-2 |     | 3-0 |
| 4    | Malte    | 0   | 6 | 0 | 0 | 6 | 1  | 20 | -19  |  | Malte                      | 1-2 | 0-2 | 0-2 |     |

Match d'appui
| 28 novembre 1973 | Suède                             | 2 - 1 | Autriche         | Parkstadion, Gelsenkirchen                     |                                                |
|                  | Sandberg 11e · Larsson 28e (pen.) |       | Hattenberger 31e | Spectateurs : 25 000 Arbitrage : Rudi Glöckner | Spectateurs : 25 000 Arbitrage : Rudi Glöckner |
|                  | détails                           |       |                  | Spectateurs : 25 000 Arbitrage : Rudi Glöckner | Spectateurs : 25 000 Arbitrage : Rudi Glöckner |

### Groupe 2:Italie
C'est l'Italie, finaliste de la dernière Coupe du monde au Mexique, qui termine en tête du groupe 2, invaincue et avec une défense imperméable qui n'a pas encaissé un seul but en six matchs de qualifications. Peu de buts sont marqués dans ce groupe puisque la Suisse, la Turquie et le Luxembourg ne marquent que 9 buts à eux trois contre 12 aux Italiens, dont 9 contre le Luxembourg.
| Rang | Équipe     | Pts | J | G | N | P | Bp | Bc | Diff |  | Résultats (▼ dom., ► ext.) |     |     |     |     |
| ---- | ---------- | --- | - | - | - | - | -- | -- | ---- |  | -------------------------- | --- | --- | --- | --- |
| 1    | Italie     | 10  | 6 | 4 | 2 | 0 | 12 | 0  | +12  |  | Italie                     |     | 0-0 | 2-0 | 5-0 |
| 2    | Turquie    | 6   | 6 | 2 | 2 | 2 | 5  | 3  | +2   |  | Turquie                    | 0-1 |     | 2-0 | 3-0 |
| 3    | Suisse     | 6   | 6 | 2 | 2 | 2 | 2  | 4  | -2   |  | Suisse                     | 0-0 | 0-0 |     | 1-0 |
| 4    | Luxembourg | 2   | 6 | 1 | 0 | 5 | 2  | 14 | -12  |  | Luxembourg                 | 0-4 | 2-0 | 0-1 |     |

### Groupe 3:Pays-Bas
Dans le groupe 3, les Pays-Bas et la Belgique se livrent un mano a mano pour le ticket qualificatif. Ce sont finalement les Néerlandais qui terminent en tête grâce à une meilleure différence de buts alors que la Belgique parvient à boucler son parcours qualificatif sans encaisser le moindre but. Les deux équipes scandinaves du groupe, la Norvège et l'Islande ont perdu tous leurs matchs contre les deux premiers mais ont finalement fait la différence entre les Pays-Bas et la Belgique par le nombre de buts encaissés contre l'une et l'autre de ces dernières.
| Rang | Équipe   | Pts | J | G | N | P | Bp | Bc | Diff |  | Résultats (▼ dom., ► ext.) |     |     |     |     |
| ---- | -------- | --- | - | - | - | - | -- | -- | ---- |  | -------------------------- | --- | --- | --- | --- |
| 1    | Pays-Bas | 10  | 6 | 4 | 2 | 0 | 24 | 2  | +22  |  | Pays-Bas                   |     | 0-0 | 9-0 | 5-0 |
| 2    | Belgique | 10  | 6 | 4 | 2 | 0 | 12 | 0  | +12  |  | Belgique                   | 0-0 |     | 2-0 | 4-0 |
| 3    | Norvège  | 4   | 6 | 2 | 0 | 4 | 9  | 16 | -7   |  | Norvège                    | 1-2 | 0-2 |     | 4-1 |
| 4    | Islande  | 0   | 6 | 0 | 0 | 6 | 2  | 29 | -27  |  | Islande                    | 1-8 | 0-4 | 0-4 |     |

### Groupe 4:Allemagne de l'Est
Dans le groupe 4, c'est la RDA qui se qualifie pour la première fois pour la phase finale de la Coupe du monde en terminant en tête devant la Roumanie, la Finlande et l'Albanie.
| Rang | Équipe             | Pts | J | G | N | P | Bp | Bc | Diff |  | Résultats (▼ dom., ► ext.) |     |     |     |     |
| ---- | ------------------ | --- | - | - | - | - | -- | -- | ---- |  | -------------------------- | --- | --- | --- | --- |
| 1    | Allemagne de l'Est | 10  | 6 | 5 | 0 | 1 | 18 | 3  | +15  |  | Allemagne de l'Est         |     | 2-0 | 5-0 | 2-0 |
| 2    | Roumanie           | 9   | 6 | 4 | 1 | 1 | 17 | 4  | +13  |  | Roumanie                   | 1-0 |     | 9-0 | 2-0 |
| 3    | Finlande           | 3   | 6 | 1 | 1 | 4 | 3  | 21 | -18  |  | Finlande                   | 1-5 | 1-1 |     | 1-0 |
| 4    | Albanie            | 2   | 6 | 1 | 0 | 5 | 3  | 13 | -10  |  | Albanie                    | 1-4 | 1-4 | 1-0 |     |

### Groupe 5:Pologne
La Pologne termine première du groupe 5 devant deux équipes britanniques, l'Angleterre et le Pays de Galles, et se qualifie pour la phase finale.
| Rang | Équipe         | Pts | J | G | N | P | Bp | Bc | Diff |  | Résultats (▼ dom., ► ext.) |     |     |     |
| ---- | -------------- | --- | - | - | - | - | -- | -- | ---- |  | -------------------------- | --- | --- | --- |
| 1    | Pologne        | 5   | 4 | 2 | 1 | 1 | 6  | 3  | +3   |  | Pologne                    |     | 2-0 | 3-0 |
| 2    | Angleterre     | 4   | 4 | 1 | 2 | 1 | 3  | 4  | -1   |  | Angleterre                 | 1-1 |     | 1-1 |
| 3    | Pays de Galles | 3   | 4 | 1 | 1 | 2 | 3  | 5  | -2   |  | Pays de Galles             | 2-0 | 0-1 |     |

### Groupe 6:Bulgarie
La Bulgarie termine en tête du groupe 6 devant le Portugal, l'Irlande du Nord et Chypre et se qualifie pour la phase finale de la Coupe du monde.
| Rang | Équipe          | Pts | J | G | N | P | Bp | Bc | Diff |  | Résultats (▼ dom., ► ext.) |     |     |     |     |
| ---- | --------------- | --- | - | - | - | - | -- | -- | ---- |  | -------------------------- | --- | --- | --- | --- |
| 1    | Bulgarie        | 10  | 6 | 4 | 2 | 0 | 13 | 3  | +10  |  | Bulgarie                   |     | 2-1 | 3-0 | 2-0 |
| 2    | Portugal        | 7   | 6 | 2 | 3 | 1 | 10 | 6  | +4   |  | Portugal                   | 2-2 |     | 1-1 | 4-0 |
| 3    | Irlande du Nord | 5   | 6 | 1 | 3 | 2 | 5  | 6  | -1   |  | Irlande du Nord            | 0-0 | 1-1 |     | 3-0 |
| 4    | Chypre          | 2   | 6 | 1 | 0 | 5 | 1  | 14 | -13  |  | Chypre                     | 0-4 | 0-1 | 1-0 |     |

### Groupe 7:Yougoslavie
Un match d'appui est nécessaire dans le groupe 7 pour départager l'Espagne et la Yougoslavie, qui ont fini à égalité de points et de différence de buts. Ce match d'appui est remporté par la Yougoslavie qui se qualifie ainsi pour la Coupe du monde. La Grèce termine dernière, après avoir perdu tous ses matchs.
| Rang | Équipe      | Pts | J | G | N | P | Bp | Bc | Diff |  | Résultats (▼ dom., ► ext.) |     |     |     |
| ---- | ----------- | --- | - | - | - | - | -- | -- | ---- |  | -------------------------- | --- | --- | --- |
| 1    | Espagne     | 6   | 4 | 2 | 2 | 0 | 8  | 5  | +3   |  | Espagne                    |     | 2-2 | 3-1 |
| 1    | Yougoslavie | 6   | 4 | 2 | 2 | 0 | 7  | 4  | +3   |  | Yougoslavie                | 0-0 |     | 1-0 |
| 3    | Grèce       | 0   | 4 | 0 | 0 | 4 | 5  | 11 | -6   |  | Grèce                      | 2-3 | 2-4 |     |

Match d'appui
| 13 février 1974 | Yougoslavie    | 1 - 0 | Espagne | Waldstadion, Francfort-sur-le-Main         |                                            |
|                 | Katalinski 13e |       |         | Spectateurs : 61 500 Arbitrage : M. Loraux | Spectateurs : 61 500 Arbitrage : M. Loraux |
|                 | détails        |       |         | Spectateurs : 61 500 Arbitrage : M. Loraux | Spectateurs : 61 500 Arbitrage : M. Loraux |

### Groupe 8:Écosse
L'Écosse termine en tête de la poule 8 devant la Tchécoslovaquie et le Danemark et se qualifie ainsi pour la phase finale.
| Rang | Équipe          | Pts | J | G | N | P | Bp | Bc | Diff |  | Résultats (▼ dom., ► ext.) |     |     |     |
| ---- | --------------- | --- | - | - | - | - | -- | -- | ---- |  | -------------------------- | --- | --- | --- |
| 1    | Écosse          | 6   | 4 | 3 | 0 | 1 | 8  | 3  | +5   |  | Écosse                     |     | 2-1 | 2-0 |
| 2    | Tchécoslovaquie | 5   | 4 | 2 | 1 | 1 | 9  | 3  | +6   |  | Tchécoslovaquie            | 1-0 |     | 6-0 |
| 3    | Danemark        | 1   | 4 | 0 | 1 | 3 | 2  | 13 | -11  |  | Danemark                   | 1-4 | 1-1 |     |

### Groupe 9
Le groupe 9 ne donne pas de place qualificative directe pour la phase finale de la Coupe du monde 1974 mais seulement une place de barragiste contre l'équipe vainqueur du groupe 3 de la zone Amérique du Sud. C'est l'Union soviétique qui termine première, se qualifiant pour ce barrage, en devançant l'Irlande et la France.
L'équipe de France, sous la direction de Georges Boulogne, ne se qualifie pas pour la coupe du monde malgré une victoire en match d'ouverture contre l'URSS. Elle hypothèque notamment une grande partie de ses chances en perdant en Irlande (1-2), lors du deuxième match avant d'être tenue en échec au match retour (1-1 sur une relance ratée de Georges Carnus à sept minutes de la fin). Il fallait donc obligatoirement battre l'URSS lors du dernier match pour se qualifier, mais fragiles en défense et mentalement friables pour de tels matchs de haut niveau, les Bleus perdent 2-0 et terminent derniers du groupe. L'URSS ne se qualifiera pas pour la coupe du monde malgré sa première place car elle refuse de se rendre en Amérique du Sud pour y disputer le match retour des barrages Europe/Amérique du Sud contre le Chili.
| Rang | Équipe               | Pts | J | G | N | P | Bp | Bc | Diff |  | Résultats (▼ dom., ► ext.) |     |     |     |
| ---- | -------------------- | --- | - | - | - | - | -- | -- | ---- |  | -------------------------- | --- | --- | --- |
| 1    | Union soviétique     | 6   | 4 | 3 | 0 | 1 | 5  | 2  | +3   |  | Union soviétique           |     | 1-0 | 2-0 |
| 2    | République d'Irlande | 3   | 4 | 1 | 1 | 2 | 4  | 5  | -1   |  | République d'Irlande       | 1-2 |     | 2-1 |
| 3    | France               | 3   | 4 | 1 | 1 | 2 | 3  | 5  | -2   |  | France                     | 1-0 | 1-1 |     |

## Zone Afrique

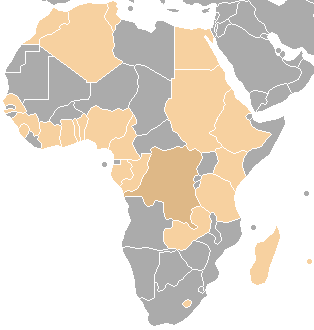
Équipes qualifiées
Équipes participantes

Dans la zone Afrique, 24 pays sont engagés pour décrocher la seule place allouée au continent. Avant le début de la compétition, le Gabon et Madagascar déclarent forfaits. La qualification se joue en quatre phases :
- 1er tour : 20 équipes se disputent l'accession au 2e tour en matchs aller-retour. Le Cameroun et Maurice passent au tour suivant sans jouer, du fait des forfaits du Gabon et de Madagascar.
- 2e tour : les 12 équipes qualifiées s'affrontent en matchs aller-retour.
- 3e tour : les 6 équipes en course s'affrontent en matchs aller-retour.
- Tour final : les 3 équipes restantes en lice se retrouvent dans une poule unique, où chacun rencontre ses adversaires deux fois (à domicile et à l'extérieur). L'équipe terminant en tête de la poule à l'issue de la dernière journée se qualifie pour la phase finale.

### Premier tour

#### Groupe A
|  | Premier tour          | Premier tour          | Premier tour  | Premier tour  |               |               | Deuxième tour | Deuxième tour | Deuxième tour | Deuxième tour |  |  | Troisième tour | Troisième tour | Troisième tour | Troisième tour |
|  |                       |                       |               |               |               |               |               |               |               |               |  |  |                |                |                |                |
|  |                       |                       |               |               |               |               |               |               |               |               |  |  |                |                |                |                |
|  |                       |                       |               |               |               |               |               |               |               |               |  |  |                |                |                |                |
|  | République arabe unie | République arabe unie | 2             | 0             |               |               |               |               |               |               |  |  |                |                |                |                |
|  | République arabe unie | République arabe unie | 2             | 0             |               |               |               |               |               |               |  |  |                |                |                |                |
|  | Tunisie               | Tunisie               | 1             | 2             |               |               |               |               |               |               |  |  |                |                |                |                |
|  | Tunisie               | Tunisie               | 1             | 2             | Tunisie       | Tunisie       | 1             | 1             |               |               |  |  |                |                |                |                |
|  |                       |                       |               |               | Tunisie       | Tunisie       | 1             | 1             |               |               |  |  |                |                |                |                |
|  |                       |                       | Côte d'Ivoire | Côte d'Ivoire | 1             | 2             |               |               |               |               |  |  |                |                |                |                |
|  | Sierra Leone          | Sierra Leone          | Côte d'Ivoire | Côte d'Ivoire | 1             | 2             | 0             | 0             |               |               |  |  |                |                |                |                |
|  | Sierra Leone          | Sierra Leone          |               |               |               |               |               | 0             |               |               |  |  |                |                |                |                |
|  | Côte d'Ivoire         | Côte d'Ivoire         | 1             | 2             |               |               |               |               |               |               |  |  |                |                |                |                |
|  | Côte d'Ivoire         | Côte d'Ivoire         | 1             | 2             | Côte d'Ivoire | Côte d'Ivoire | 1             | 1             |               |               |  |  |                |                |                |                |
|  |                       |                       |               |               | Côte d'Ivoire | Côte d'Ivoire | 1             | 1             |               |               |  |  |                |                |                |                |
|  |                       |                       | Maroc         | Maroc         | 0             | 3             |               |               |               |               |  |  |                |                |                |                |
|  | Algérie               | Algérie               | Maroc         | Maroc         | 0             | 3             | 1             | 1             |               |               |  |  |                |                |                |                |
|  | Algérie               | Algérie               |               |               |               |               |               |               |               |               |  |  |                |                |                |                |
|  | Guinée                | Guinée                | 0             | 5             |               |               |               |               |               |               |  |  |                |                |                |                |
|  | Guinée                | Guinée                | 0             | 5             | Guinée        | Guinée        | 1             | 0             |               |               |  |  |                |                |                |                |
|  |                       |                       |               |               | Guinée        | Guinée        | 1             | 0             |               |               |  |  |                |                |                |                |
|  |                       |                       | Maroc         | Maroc         | 1             | 2             |               |               |               |               |  |  |                |                |                |                |
|  | Maroc                 | Maroc                 | Maroc         | Maroc         | 1             | 2             | 0             | 2             |               |               |  |  |                |                |                |                |
|  | Maroc                 | Maroc                 |               |               |               |               |               | 2             |               |               |  |  |                |                |                |                |
|  | Sénégal               | Sénégal               | 0             | 1             |               |               |               |               |               |               |  |  |                |                |                |                |
|  | Sénégal               | Sénégal               | 0             | 1             |               |               |               |               |               |               |  |  |                |                |                |                |
|  |                       |                       |               |               |               |               |               |               |               |               |  |  |                |                |                |                |

#### Groupe B
|  | Premier tour | Premier tour | Premier tour | Premier tour |          |          | Deuxième tour | Deuxième tour | Deuxième tour | Deuxième tour |  |  | Troisième tour | Troisième tour | Troisième tour | Troisième tour |
|  |              |              |              |              |          |          |               |               |               |               |  |  |                |                |                |                |
|  |              |              |              |              |          |          |               |               |               |               |  |  |                |                |                |                |
|  |              |              |              |              |          |          |               |               |               |               |  |  |                |                |                |                |
|  | Nigeria      | Nigeria      | 2            | 1            |          |          |               |               |               |               |  |  |                |                |                |                |
|  | Nigeria      | Nigeria      | 2            | 1            |          |          |               |               |               |               |  |  |                |                |                |                |
|  | Congo        | Congo        | 1            | 1            |          |          |               |               |               |               |  |  |                |                |                |                |
|  | Congo        | Congo        | 1            | 1            | Nigeria  | Nigeria  | 0a            | 0             |               |               |  |  |                |                |                |                |
|  |              |              |              |              | Nigeria  | Nigeria  | 0a            | 0             |               |               |  |  |                |                |                |                |
|  |              |              | Ghana        | Ghana        | 2        | 0        |               |               |               |               |  |  |                |                |                |                |
|  | Dahomey      | Dahomey      | Ghana        | Ghana        | 2        | 0        | 0             | 1             |               |               |  |  |                |                |                |                |
|  | Dahomey      | Dahomey      |              |              |          |          |               | 1             |               |               |  |  |                |                |                |                |
|  | Ghana        | Ghana        | 5            | 5            |          |          |               |               |               |               |  |  |                |                |                |                |
|  | Ghana        | Ghana        | 5            | 5            | Ghana    | Ghana    | 1             | 1             |               |               |  |  |                |                |                |                |
|  |              |              |              |              | Ghana    | Ghana    | 1             | 1             |               |               |  |  |                |                |                |                |
|  |              |              | Zaïre        | Zaïre        | 0        | 4        |               |               |               |               |  |  |                |                |                |                |
|  | Cameroun     | Cameroun     | Zaïre        | Zaïre        | 0        | 4        | Q.            | Q.            |               |               |  |  |                |                |                |                |
|  | Cameroun     | Cameroun     |              |              |          |          |               |               |               |               |  |  |                |                |                |                |
|  | Gabon        | Gabon        | forfait      | forfait      |          |          |               |               |               |               |  |  |                |                |                |                |
|  | Gabon        | Gabon        | forfait      | forfait      | Cameroun | Cameroun | 0             | 1 [0]         |               |               |  |  |                |                |                |                |
|  |              |              |              |              | Cameroun | Cameroun | 0             | 1 [0]         |               |               |  |  |                |                |                |                |
|  |              |              | Zaïre        | Zaïre        | 1        | 0 [2]    |               |               |               |               |  |  |                |                |                |                |
|  | Togo         | Togo         | Zaïre        | Zaïre        | 1        | 0 [2]    | 0             | 0             |               |               |  |  |                |                |                |                |
|  | Togo         | Togo         |              |              |          |          |               | 0             |               |               |  |  |                |                |                |                |
|  | Zaïre        | Zaïre        | 0            | 4            |          |          |               |               |               |               |  |  |                |                |                |                |
|  | Zaïre        | Zaïre        | 0            | 4            |          |          |               |               |               |               |  |  |                |                |                |                |
|  |              |              |              |              |          |          |               |               |               |               |  |  |                |                |                |                |

[ ] = Match d'appui; a = Abandon sur le score de 2-3 avec score officiel de 0-2

#### Groupe C
|  | Premier tour | Premier tour | Premier tour | Premier tour |          |          | Deuxième tour | Deuxième tour | Deuxième tour | Deuxième tour |  |  | Troisième tour | Troisième tour | Troisième tour | Troisième tour |
|  |              |              |              |              |          |          |               |               |               |               |  |  |                |                |                |                |
|  |              |              |              |              |          |          |               |               |               |               |  |  |                |                |                |                |
|  |              |              |              |              |          |          |               |               |               |               |  |  |                |                |                |                |
|  | Tanzanie     | Tanzanie     | 1            | 0 [0]        |          |          |               |               |               |               |  |  |                |                |                |                |
|  | Tanzanie     | Tanzanie     | 1            | 0 [0]        |          |          |               |               |               |               |  |  |                |                |                |                |
|  | Éthiopie     | Éthiopie     | 1            | 0 [3]        |          |          |               |               |               |               |  |  |                |                |                |                |
|  | Éthiopie     | Éthiopie     | 1            | 0 [3]        | Éthiopie | Éthiopie | 0             | 2             |               |               |  |  |                |                |                |                |
|  |              |              |              |              | Éthiopie | Éthiopie | 0             | 2             |               |               |  |  |                |                |                |                |
|  |              |              | Zambie       | Zambie       | 0        | 4        |               |               |               |               |  |  |                |                |                |                |
|  | Lesotho      | Lesotho      | Zambie       | Zambie       | 0        | 4        | 0             | 1             |               |               |  |  |                |                |                |                |
|  | Lesotho      | Lesotho      |              |              |          |          |               | 1             |               |               |  |  |                |                |                |                |
|  | Zambie       | Zambie       | 0            | 6            |          |          |               |               |               |               |  |  |                |                |                |                |
|  | Zambie       | Zambie       | 0            | 6            | Zambie   | Zambie   | 2             | 2             |               |               |  |  |                |                |                |                |
|  |              |              |              |              | Zambie   | Zambie   | 2             | 2             |               |               |  |  |                |                |                |                |
|  |              |              | Kenya        | Kenya        | 0        | 2        |               |               |               |               |  |  |                |                |                |                |
|  | Maurice      | Maurice      | Kenya        | Kenya        | 0        | 2        | Q.            | Q.            |               |               |  |  |                |                |                |                |
|  | Maurice      | Maurice      |              |              |          |          |               |               |               |               |  |  |                |                |                |                |
|  | Madagascar   | Madagascar   | forfait      | forfait      |          |          |               |               |               |               |  |  |                |                |                |                |
|  | Madagascar   | Madagascar   | forfait      | forfait      | Maurice  | Maurice  | 1             | 2             |               |               |  |  |                |                |                |                |
|  |              |              |              |              | Maurice  | Maurice  | 1             | 2             |               |               |  |  |                |                |                |                |
|  |              |              | Kenya        | Kenya        | 3        | 2        |               |               |               |               |  |  |                |                |                |                |
|  | Kenya        | Kenya        | Kenya        | Kenya        | 3        | 2        | 2             | 0             |               |               |  |  |                |                |                |                |
|  | Kenya        | Kenya        |              |              |          |          |               | 0             |               |               |  |  |                |                |                |                |
|  | Soudan       | Soudan       | 0            | 1            |          |          |               |               |               |               |  |  |                |                |                |                |
|  | Soudan       | Soudan       | 0            | 1            |          |          |               |               |               |               |  |  |                |                |                |                |
|  |              |              |              |              |          |          |               |               |               |               |  |  |                |                |                |                |

[ ] = Match d'appui

### Tour final:Zaïre
| Rang | Équipe | Pts | J | G | N | P | Bp | Bc | Diff |  | Résultats (▼ dom., ► ext.) |      |     |     |
| ---- | ------ | --- | - | - | - | - | -- | -- | ---- |  | -------------------------- | ---- | --- | --- |
| 1    | Zaïre  | 8   | 4 | 4 | 0 | 0 | 9  | 1  | +8   |  | Zaïre                      |      | 2-1 | 3-0 |
| 2    | Zambie | 2   | 4 | 1 | 0 | 3 | 5  | 6  | -1   |  | Zambie                     | 0-2  |     | 4-0 |
| 3    | Maroc  | 2   | 4 | 1 | 0 | 3 | 2  | 9  | -7   |  | Maroc                      | 0-2f | 2-0 |     |

f = Victoire par forfait

## Zone Amérique du Sud

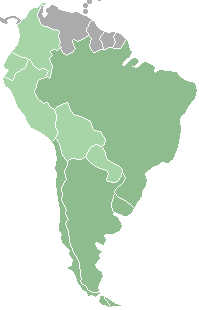
Équipes qualifiées
Équipes participantes

Neuf pays sont inscrits aux éliminatoires de la zone Amérique du Sud. Le Brésil est qualifié d'office pour la phase finale en tant que champion du monde 1970 et ne participe pas aux éliminatoires. Le Venezuela déclare forfait avant le début des éliminatoires.
Les huit participants aux éliminatoires de la zone sud-américaine sont les suivants :
- Argentine
- Bolivie
- Chili
- Colombie
- Équateur
- Paraguay
- Pérou
- Uruguay

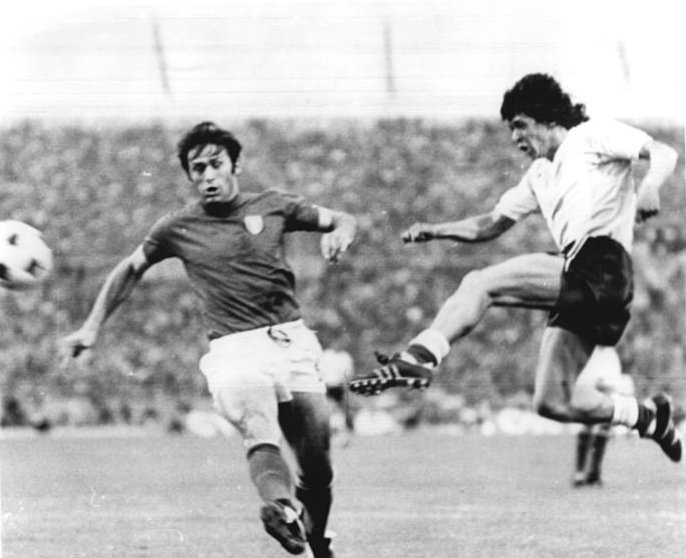
L'ailier argentin René Houseman, ici contre l'Italien Tarcisio Burgnich lors de la Coupe du monde 1974, commence sa carrière internationale en 1973 pendant les éliminatoires.

Ces équipes sont réparties en deux groupes de trois et un groupe de deux équipes. Ces équipes se disputent les deux places qualificatives pour la Coupe du monde et la place de barragiste réservées au continent sud-américain. Les groupes 1 et 2 offrent à l'équipe terminant en tête de leur poule respective la qualification directe pour la phase finale tandis que dans le groupe 3, l'équipe qui termine première de ce groupe se qualifie pour un match de barrage contre le vainqueur du groupe 9 de la zone Europe.

### Groupe 1:Uruguay
L'Uruguay termine en tête du groupe et se qualifie pour la phase finale.
| Rang | Équipe   | Pts | J | G | N | P | Bp | Bc | Diff |  | Résultats (▼ dom., ► ext.) |     |     |     |
| ---- | -------- | --- | - | - | - | - | -- | -- | ---- |  | -------------------------- | --- | --- | --- |
| 1    | Uruguay  | 5   | 4 | 2 | 1 | 1 | 6  | 2  | +4   |  | Uruguay                    |     | 0-1 | 4-0 |
| 2    | Colombie | 5   | 4 | 1 | 3 | 0 | 3  | 2  | +1   |  | Colombie                   | 0-0 |     | 1-1 |
| 3    | Équateur | 2   | 4 | 0 | 2 | 2 | 3  | 8  | -5   |  | Équateur                   | 1-2 | 1-1 |     |

### Groupe 2:Argentine
L'Argentine termine en tête du groupe et se qualifie pour la phase finale.
| Rang | Équipe    | Pts | J | G | N | P | Bp | Bc | Diff |  | Résultats (▼ dom., ► ext.) |     |     |     |
| ---- | --------- | --- | - | - | - | - | -- | -- | ---- |  | -------------------------- | --- | --- | --- |
| 1    | Argentine | 7   | 4 | 3 | 1 | 0 | 9  | 2  | +7   |  | Argentine                  |     | 3-1 | 4-0 |
| 2    | Paraguay  | 5   | 4 | 2 | 1 | 1 | 8  | 5  | +3   |  | Paraguay                   | 1-1 |     | 4-0 |
| 3    | Bolivie   | 0   | 4 | 0 | 0 | 4 | 1  | 11 | -10  |  | Bolivie                    | 0-1 | 1-2 |     |

### Groupe 3
Le groupe 3 comprend trois équipes : le Chili, le Pérou et le Venezuela, mais ce dernier déclare forfait avant le début des éliminatoires. Le groupe se résume alors à un duel entre le Pérou et le Chili pour la place de barragiste contre une équipe de la zone Europe. Les deux équipes l'emportent chacune à domicile sur le même score et se retrouvent à égalité parfaite au classement (points et différence de buts). Un match d'appui est nécessaire pour les départager. Le Chili remporte la rencontre jouée à Montevideo sur terrain neutre et se qualifie pour le barrage Europe-Amérique du Sud.
| Rang | Équipe    | Pts     | J       | G       | N       | P       | Bp      | Bc      | Diff    |  | Résultats (▼ dom., ► ext.) |     |     |
| ---- | --------- | ------- | ------- | ------- | ------- | ------- | ------- | ------- | ------- |  | -------------------------- | --- | --- |
| 1    | Chili     | 2       | 2       | 1       | 0       | 1       | 2       | 2       | 0       |  | Chili                      |     | 2-0 |
| 1    | Pérou     | 2       | 2       | 1       | 0       | 1       | 2       | 2       | 0       |  | Pérou                      | 2-0 |     |
| -    | Venezuela | Forfait | Forfait | Forfait | Forfait | Forfait | Forfait | Forfait | Forfait |  | Venezuela                  |     |     |

#### Match d'appui
| 5 août 1973 | Chili                   | 2 - 1 | Pérou        | Centenario, Montevideo                      |                                             |
|             | Valdés 45e · Farías 58e |       | Bailetti 40e | Spectateurs : 60 000 Arbitrage : M. da Rosa | Spectateurs : 60 000 Arbitrage : M. da Rosa |

### Barrage Amérique du Sud-Europe:Chili
Le barrage Amérique du Sud-Europe oppose le vainqueur du groupe 3 de la zone Amérique du Sud, le Chili, au vainqueur du groupe 9 de la zone Europe, l'URSS. Après un nul 0-0 à Moscou, l'URSS refuse pour des raisons politiques de se rendre au Chili pour disputer le match retour. Néanmoins, le match retour Chili - URSS est organisé le 21 novembre 1973 : l'équipe du Chili se présente seule sur le terrain et va marquer un but dans des cages vides. La FIFA attribue la victoire sur tapis vert au Chili par deux à zéro, score pris en compte à l’époque en cas de forfait de l’équipe adverse. Le Chili obtient ainsi sa qualification pour la phase finale, tandis que l'URSS se voit notifier une disqualification.
| Équipe 1         | Résultat | Équipe 2 | Aller | Retour |
| ---------------- | -------- | -------- | ----- | ------ |
| Union soviétique | Dsq - Q. | Chili    | 0-0   | (0-2)  |

## Zone Asie-Océanie

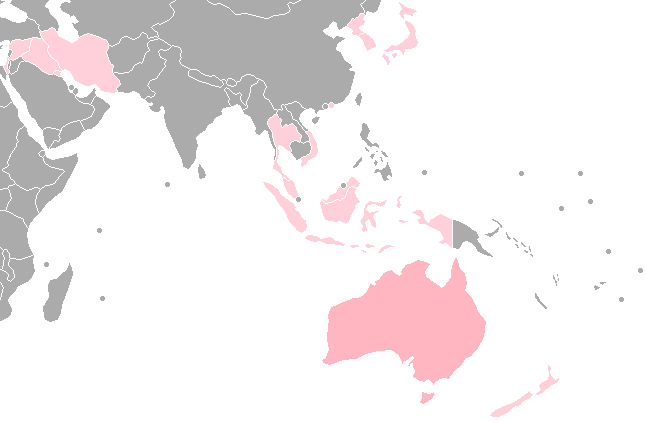
Équipes qualifiées
Équipes participantes

Seize équipes asiatiques et deux équipes océaniennes se sont inscrites aux éliminatoires de la Coupe du monde. Le Sri Lanka et l'Inde déclarant forfait avant le début de la compétition, ce sont donc seize sélections qui se disputent la place qualificative attribuée à la zone Asie-Océanie.
Les équipes sont réparties en deux zones géographiques :
- Zone A
  -  Corée du Sud
  -  Hong Kong
  -  Israël
  -  Japon
  -  Malaisie
  -  Sud-Vietnam
  -  Thaïlande
  -  Philippines forfait

- Zone B
  -  Australie
  -  Corée du Nord
  -  Indonésie
  -  Iran
  -  Irak
  -  Koweït
  -  Nouvelle-Zélande
  -  Syrie

La qualification se joue au sein de chaque zone, puis lors d'une finale. Les vainqueurs de chacune des zones A et B, l'Australie et la Corée du Sud, se rencontrent en finale. L'Australie l'emporte et se qualifie pour la Coupe du monde 1974.

### Zone A
Tous les matchs de la zone A se jouent à Séoul. Les sept équipes de la zone A participants aux éliminatoires sont réparties en deux groupes A1 et A2 d'après le résultat de matchs préliminaires. Les deux premiers de chaque groupe sont qualifiées pour les demi-finales de zone. À l'issue des demi-finales et de la finale de la zone A, une équipe est qualifiée pour la finale de la zone Asie-Océanie. Il s'agit de la Corée du Sud.

#### Matchs préliminaires
Lors du tirage au sort des éliminatoires, la zone A comptait huit équipes à répartir en deux groupes. Quatre matchs préliminaires devaient alors servir à déterminer la composition des groupes A1 et A2. La Corée du Sud est déclarée vainqueur de la quatrième rencontre à la suite du forfait de la sélection des Philippines.
| Match | Équipe 1     | Résultat     | Équipe 2    |
| ----- | ------------ | ------------ | ----------- |
| 1     | Israël       | 2-1          | Japon       |
| 2     | Thaïlande    | 0-1          | Sud-Vietnam |
| 3     | Hong Kong    | 1-0          | Malaisie    |
| 4     | Corée du Sud | Q. - forfait | Philippines |

#### Groupe A1
Le groupe A1 comprend les vainqueurs des matchs 2 et 3, Sud-Vietnam et Hong Kong, ainsi que le vaincu du match 1, le Japon.
Les trois équipes du groupe 1 se disputent les deux premières places pour accéder aux demi-finales du groupe A lors d'un tournoi disputé à Séoul. Hong-Kong et le Japon se qualifient pour les demi-finales.
| Rang | Équipe      | Pts | J | G | N | P | Bp | Bc | Diff |  | Résultats   |  |     |     |
| ---- | ----------- | --- | - | - | - | - | -- | -- | ---- |  | ----------- |  | --- | --- |
| 1    | Hong Kong   | 4   | 2 | 2 | 0 | 0 | 2  | 0  | +2   |  | Hong Kong   |  | 1-0 | 1-0 |
| 2    | Japon       | 2   | 2 | 1 | 0 | 1 | 4  | 1  | +3   |  | Japon       |  |     | 4-0 |
| 3    | Sud-Vietnam | 0   | 2 | 0 | 0 | 2 | 0  | 5  | -5   |  | Sud-Vietnam |  |     |     |

#### Groupe A2
Le groupe A2 regroupe les vainqueurs des matchs 1 et 4, Israël et la Corée du Sud, et les vaincus des matchs 2 et 3, Thaïlande et la Malaisie.
Ces quatre équipes du groupe 2 se disputent les deux places qualificatives pour les demi-finales lors d'un tournoi disputé à Séoul. Israël et la Corée du Sud se qualifient pour les demi-finales.
| Rang | Équipe       | Pts | J | G | N | P | Bp | Bc | Diff |  | Résultats    |  |     |     |     |
| ---- | ------------ | --- | - | - | - | - | -- | -- | ---- |  | ------------ |  | --- | --- | --- |
| 1    | Israël       | 5   | 3 | 2 | 1 | 0 | 9  | 0  | +9   |  | Israël       |  | 0-0 | 3-0 | 6-0 |
| 2    | Corée du Sud | 4   | 3 | 1 | 2 | 0 | 4  | 0  | +4   |  | Corée du Sud |  |     | 0-0 | 4-0 |
| 3    | Malaisie     | 3   | 3 | 1 | 1 | 1 | 2  | 3  | -1   |  | Malaisie     |  |     |     | 2-0 |
| 4    | Thaïlande    | 0   | 3 | 0 | 0 | 3 | 0  | 12 | -12  |  | Thaïlande    |  |     |     |     |

#### Demi-finales (zone A)
| 26 mai 1973 | Corée du Sud | 3 - 1 | Hong Kong | Stade Dongdaemun, Séoul |
|             |              |       |           | Arbitrage : M. Hatta    |

| 26 mai 1973 | Israël     | 1 - 0 a.p. | Japon | Stade Dongdaemun, Séoul                   |                                           |
|             | Romano 96e |            |       | Spectateurs : 6 008 Arbitrage : M. Dhilon | Spectateurs : 6 008 Arbitrage : M. Dhilon |

#### Finale (zone A)
| 28 mai 1973 | Corée du Sud | 1 - 0 a.p. | Israël | Stade Dongdaemun, Séoul                       |                                               |
|             | Joo-wok 109e |            |        | Spectateurs : 6 213 Arbitrage : M. U Tin Thut | Spectateurs : 6 213 Arbitrage : M. U Tin Thut |

### Zone B
- Zone B : les huit équipes de la zone sont réparties en deux groupes. Le premier de chaque groupe est qualifié pour la finale de zone, dont le vainqueur obtient son billet pour la finale de la zone Asie.

#### Groupe B1

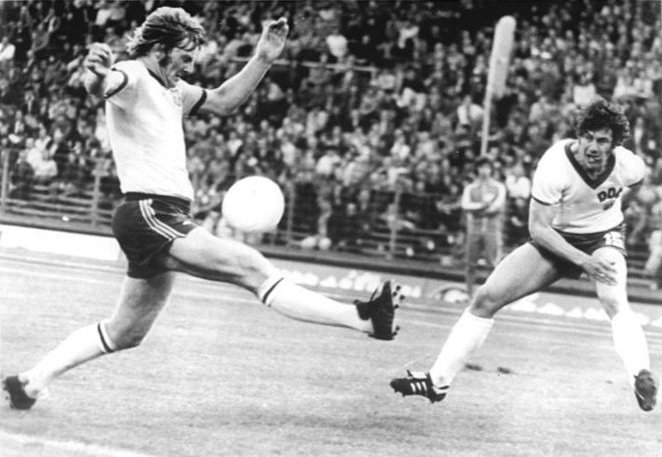
Le défenseur australien Doug Utjesenovic, ici contre la RDA en 1974, participe à la qualification de son équipe.

| Rang | Équipe           | Pts | J | G | N | P | Bp | Bc | Diff |  | Résultats (▼ dom., ► ext.) |     |     |     |     |
| ---- | ---------------- | --- | - | - | - | - | -- | -- | ---- |  | -------------------------- | --- | --- | --- | --- |
| 1    | Australie        | 9   | 6 | 3 | 3 | 0 | 15 | 6  | +9   |  | Australie                  |     | 3-1 | 2-1 | 1-1 |
| 2    | Irak             | 8   | 6 | 3 | 2 | 1 | 11 | 6  | +5   |  | Irak                       | 0-0 |     | 1-1 | 2-0 |
| 3    | Indonésie        | 4   | 6 | 1 | 2 | 3 | 6  | 13 | -7   |  | Indonésie                  | 0-6 | 2-3 |     | 1-0 |
| 4    | Nouvelle-Zélande | 3   | 6 | 0 | 3 | 3 | 5  | 12 | -7   |  | Nouvelle-Zélande           | 3-3 | 0-4 | 1-1 |     |

#### Groupe B2
| Rang | Équipe        | Pts | J | G | N | P | Bp | Bc | Diff |  | Résultats (▼ dom., ► ext.) |     |     |     |     |
| ---- | ------------- | --- | - | - | - | - | -- | -- | ---- |  | -------------------------- | --- | --- | --- | --- |
| 1    | Iran          | 9   | 6 | 4 | 1 | 1 | 7  | 3  | +4   |  | Iran                       |     | 1-0 | 0-0 | 2-1 |
| 2    | Syrie         | 7   | 6 | 3 | 1 | 2 | 6  | 6  | 0    |  | Syrie                      | 1-0 |     | 0-3 | 2-1 |
| 3    | Corée du Nord | 5   | 6 | 1 | 3 | 2 | 5  | 5  | 0    |  | Corée du Nord              | 1-2 | 1-1 |     | 0-2 |
| 4    | Koweït        | 3   | 6 | 1 | 1 | 4 | 4  | 8  | -4   |  | Koweït                     | 0-2 | 0-2 | 0-0 |     |

#### Finale (zone B)

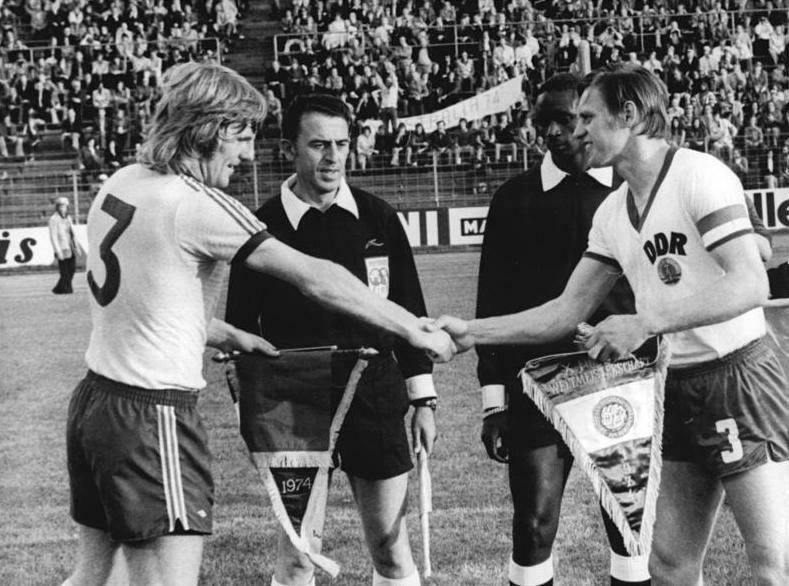
Le capitaine australien Peter Wilson, ici avant le match contre la RDA en 1974, marque lors de la finale aller du groupe B.

| 18 août 1973 | Australie                            | 3 - 0 | Iran | Sports Ground, Sydney                        |                                              |
|              | Alston 43e · Abonyi 46e · Wilson 85e |       |      | Spectateurs : 30 881 Arbitrage : M. Scheurer | Spectateurs : 30 881 Arbitrage : M. Scheurer |

| 24 août 1973 | Iran                  | 2 - 0 | Australie | Stade Azadi, Téhéran                        |                                             |
|              | Ghelichkhani 14e, 31e |       |           | Spectateurs : 80 000 Arbitrage : M. Kasakov | Spectateurs : 80 000 Arbitrage : M. Kasakov |

### Finale de la zone Asie/Océanie:Australie
- Les deux équipes vainqueurs des zones A et B se retrouvent pour la finale, jouée en matchs aller et retour. Le gagnant est directement qualifié pour la phase finale.

| 28 octobre 1973 | Australie | 0 - 0 | Corée du Sud | Sports Ground, Sydney                      |
|                 |           |       |              | Spectateurs : 32 005 Arbitrage : M. Loraux |

| 11 novembre 1973 | Corée du Sud                      | 2 - 2 | Australie                 | Stade Dongdaemun, Séoul                        |                                                |
|                  | Kim Jae-han 15e · Ko Jae-wook 30e |       | Buljevic 31e · Baartz 47e | Spectateurs : 32 000 Arbitrage : M. Van Gemert | Spectateurs : 32 000 Arbitrage : M. Van Gemert |

| 13 novembre 1973 Match d'appui | Australie  | 1 - 0 | Corée du Sud | Hong Kong Stadium, Hong Kong                   |                                                |
|                                | Mackay 70e |       |              | Spectateurs : 28 000 Arbitrage : M. Van Gemert | Spectateurs : 28 000 Arbitrage : M. Van Gemert |

## Zone Amérique du Nord, centrale et Caraïbes

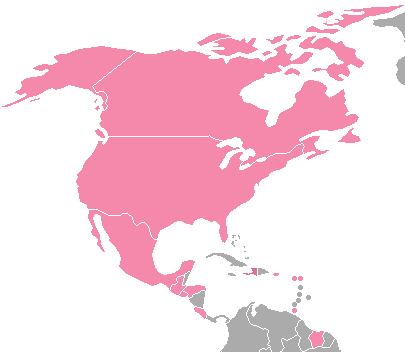
Équipes qualifiées
Équipes participantes

Les quatorze équipes de la zone Amérique du Nord, centrale et Caraïbes se disputent une unique place qualificative pour la phase finale de la Coupe du monde 1974. La Jamaïque déclare forfait avant le début des éliminatoires.

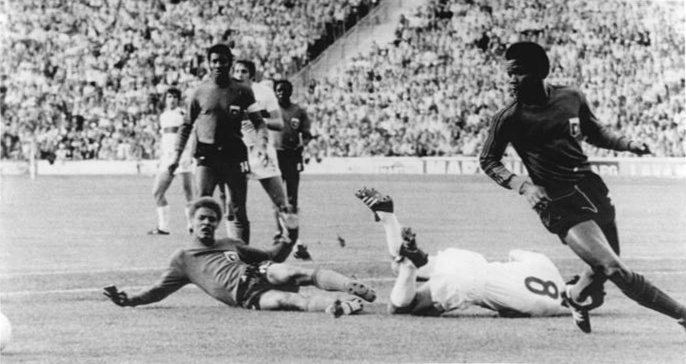
Les Haïtiens et leur capitaine Wilner Nazaire, ici contre l'Italie lors de la Coupe du monde 1974, se qualifient pour la seule fois de leur histoire.

Les éliminatoires se déroulent en deux phases :
- Premier tour : Les équipes sont réparties en six groupes (deux groupes de 3 et quatre groupes de 2) selon des critères géographiques. Le vainqueur de chaque poule se qualifie pour le tour final.
- Tour final : Les six équipes vainqueurs du premier tour se retrouvent à Port-au-Prince pour un tournoi. Chaque équipe rencontre ses adversaires une seule fois. L'équipe terminant en tête se qualifie pour la phase finale.

### Premier tour

#### Groupe 1
| Rang | Équipe     | Pts | J | G | N | P | Bp | Bc | Diff |  | Résultats (▼ dom., ► ext.) |     |     |     |
| ---- | ---------- | --- | - | - | - | - | -- | -- | ---- |  | -------------------------- | --- | --- | --- |
| 1    | Mexique    | 8   | 4 | 4 | 0 | 0 | 8  | 3  | +5   |  | Mexique                    |     | 2-1 | 3-1 |
| 2    | Canada     | 3   | 4 | 1 | 1 | 2 | 6  | 7  | -1   |  | Canada                     | 0-1 |     | 3-2 |
| 3    | États-Unis | 1   | 4 | 0 | 1 | 3 | 6  | 10 | -4   |  | États-Unis                 | 1-2 | 2-2 |     |

#### Groupe 2
| 3 décembre 1972 | Guatemala         | 1 - 0 | Salvador | Estadio Mateo Flores, Guatemala              |                                              |
|                 | Melgar 90e (pen.) |       |          | Spectateurs : 39 008 Arbitrage : M. Pageotte | Spectateurs : 39 008 Arbitrage : M. Pageotte |

| 10 décembre 1972 | Salvador | 0 - 1 | Guatemala  | Estadio Flor Blanca, San Salvador              |                                                |
|                  |          |       | Melgar 65e | Spectateurs : 24 828 Arbitrage : M. Kibritjian | Spectateurs : 24 828 Arbitrage : M. Kibritjian |

#### Groupe 3
| 3 décembre 1972 | Honduras                  | 2 - 1 | Costa Rica   | Estadio Nacional, Tegucigalpa                 |                                               |
|                 | Guevara 32e · Murillo 57e |       | Paniagua 40e | Spectateurs : 16 727 Arbitrage : M. Archundia | Spectateurs : 16 727 Arbitrage : M. Archundia |

| 10 décembre 1972 | Costa Rica                                   | 3 - 3 | Honduras                      | Stade Ricardo Saprissa, San José            |                                             |
|                  | Elizondo 8e · Saenz 50e · Sandoval 60e (csc) |       | Urquia 70e · Murillo 85e, 90e | Spectateurs : 14 274 Arbitrage : M. Ramirez | Spectateurs : 14 274 Arbitrage : M. Ramirez |

#### Groupe 4
À la suite du forfait de la Jamaïque, leur unique adversaire du groupe 4, les Antilles néerlandaises se qualifient pour le tour final sans jouer.
|  | Équipe                 |         |  |  |  |  |  |  |  |
|  | ---------------------- | ------- |  |  |  |  |  |  |  |
|  | Antilles néerlandaises | Q.      |  |  |  |  |  |  |  |
|  | Jamaïque               | forfait |  |  |  |  |  |  |  |

#### Groupe 5
| 15 avril 1972 | Haïti                                                                       | 7 - 0 | Porto Rico | Stade Sylvio Cator, Port-au-Prince                   |                                                      |
|               | Sanon 30e, 33e, 67e · Désir 14e · Vorbe 73e · François 21e · Barthélemy 11e |       |            | Spectateurs : 2 152 Arbitrage : M. ARCHUNDIA Alfonso | Spectateurs : 2 152 Arbitrage : M. ARCHUNDIA Alfonso |

| 23 avril 1972 | Porto Rico | 0 - 5 | Haïti                                         | San Juan                                   |                                            |
|               |            |       | Sanon 48e, 73e, 80e · Désir 39e · Bayonne 22e | Spectateurs : 1 592 Arbitrage : M. Canessa | Spectateurs : 1 592 Arbitrage : M. Canessa |

#### Groupe 6
| Rang | Équipe             | Pts | J | G | N | P | Bp | Bc | Diff |  | Résultats (▼ dom., ► ext.) |     |     |      |
| ---- | ------------------ | --- | - | - | - | - | -- | -- | ---- |  | -------------------------- | --- | --- | ---- |
| 1    | Trinité-et-Tobago  | 7   | 4 | 3 | 1 | 0 | 16 | 4  | +12  |  | Trinité-et-Tobago          |     | 2-1 | 11-1 |
| 2    | Suriname           | 3   | 4 | 1 | 1 | 2 | 9  | 6  | +3   |  | Suriname                   | 1-1 |     | 1-3  |
| 3    | Antigua-et-Barbuda | 2   | 4 | 1 | 0 | 3 | 5  | 20 | -15  |  | Antigua-et-Barbuda         | 1-2 | 0-6 |      |

### Tour final:Haïti
Le tour final réunit les six équipes qualifiées à l'issue du premier tour : Haïti, Trinité-et-Tobago, le Mexique, le Honduras, le Guatemala et les Antilles néerlandaises. Ces équipes se retrouvent à Port-au-Prince pour un tournoi où les équipes ne se rencontrent qu'une fois. À domicile, c'est Haïti qui réalise un parcours parfait avant de perdre le dernier match contre le Mexique, sans conséquence puisque la qualification était acquise.
| Rang | Équipe                 | Pts | J | G | N | P | Bp | Bc | Diff |  | Résultats              |  |     |     |     |     |     |
| ---- | ---------------------- | --- | - | - | - | - | -- | -- | ---- |  | ---------------------- |  | --- | --- | --- | --- | --- |
| 1    | Haiti                  | 8   | 5 | 4 | 0 | 1 | 8  | 3  | +5   |  | Haiti                  |  | 2-1 | 0-1 | 1-0 | 2-1 | 3-0 |
| 2    | Trinité-et-Tobago      | 6   | 5 | 3 | 0 | 2 | 11 | 4  | +7   |  | Trinité-et-Tobago      |  |     | 4-0 | 1-2 | 1-0 | 4-0 |
| 3    | Mexique                | 6   | 5 | 2 | 2 | 1 | 10 | 5  | +5   |  | Mexique                |  |     |     | 1-1 | 0-0 | 8-0 |
| 4    | Honduras               | 5   | 5 | 1 | 3 | 1 | 6  | 6  | 0    |  | Honduras               |  |     |     |     | 1-1 | 2-2 |
| 5    | Guatemala              | 3   | 5 | 0 | 3 | 2 | 4  | 6  | -2   |  | Guatemala              |  |     |     |     |     | 2-2 |
| 6    | Antilles néerlandaises | 2   | 5 | 0 | 2 | 3 | 4  | 19 | -15  |  | Antilles néerlandaises |  |     |     |     |     |     |